# Mocodawca
Mocodawca – osoba upoważniająca inną osobę (pełnomocnika) do działania w swoim imieniu poprzez udzielenie jej pełnomocnictwa. Umocowanie innej osoby do działania w imieniu mocodawcy sprawia, że każda czynność pełnomocnika (dokonana w zakresie umocowania) wywołuje skutki bezpośrednio w sferze prawnej mocodawcy.
Mocodawca sam decyduje czy udzielić pełnomocnictwa, kogo uczynić pełnomocnikiem oraz do jakiego rodzaju czynności upoważnić pełnomocnika (ustalając zakres umocowania).
Przepisy kodeksu cywilnego w rozdziale poświęconym pełnomocnictwu (rozdział II) nie zawierają norm dotyczących osoby mocodawcy, wobec tego do mocodawcy znajdą zastosowanie przepisy Tytułu II dotyczące osób (w szczególności dotyczące zdolności prawnej i zdolności do czynności prawnych).
 Zapoznaj się z zastrzeżeniami dotyczącymi pojęć prawnych w Wikipedii.